# Лин (фамилия)

Лин (кит. 凌) — китайская фамилия (клан). 
Вьетнамское произношение — Лан (Lăng).

## Известные носители
- Лин Тун (кит. 凌统; 189—237) — военачальник Восточного У, упоминаемый в эпосе «Троецарствие». Уроженец уезда Юйхан области Ханчжоу провинции Чжэцзян.
- Лин Мэнчу — китайский писатель эпохи Мин.
- Лин Юнь (кит. 凌云, пиньинь: Líng Yún; 1917—2018) — государственный деятель Китая, первый министр государственной безопасности КНР.